# Stealey (mikroprocesszor)
A Stealey egy 2007 első felében megjelent, főleg UMPC-kbe szánt, x86 architektúrájú alacsony fogyasztású mikroprocesszor kódneve; ez a processzor az Intel Pentium M-ből származtatott Dothan magon alapul, 90 nm-es gyártási folyamattal készül, 512 KiB L2 gyorsítótárat és 400 MT/s sebességű front side bus-t (FSB) tartalmaz. Intel A100 és Intel A110 márkanéven is forgalmazták, és a McCaslin platform mobil internetes eszközeibe került beépítésre. 2008-ban ezeket felváltotta a Menlow platform, amelyben megjelent többek között a 45 nm-es Silverthorne processzor és a Poulsbo csipkészlet (System Controller Hub, SCH, kombinált memória- és I/O vezérlő hub Intel Atom alapú rendszerekhez, amelyben a northbridge és southbridge funkciókat egyetlen csipbe kombinálták).
Az A100 órajele 600 MHz, az A110 órajele 800 MHz, mindkettő TDP-je 3 watt, és fogyasztásuk a legkisebb energiaigényű állapotban csak 0,4 watt.
Az A100 és az A110 processzorok egyaránt az „Intel Ultra Mobile Platform 2007” rendszer részei, MID, UMPC eszközökben és ultrakönnyű laptopokban történő felhasználásra tervezték őket.

## Fordítás
Ez a szócikk részben vagy egészben  a   Stealey (microprocessor) című angol Wikipédia-szócikk ezen változatának fordításán alapul.  Az eredeti cikk szerkesztőit annak laptörténete sorolja fel. Ez a jelzés csupán a megfogalmazás eredetét és a szerzői jogokat jelzi, nem szolgál a cikkben szereplő információk forrásmegjelöléseként.